# Itata vadia
Itata vadia är en spindelart som beskrevs av George William Peckham och Elizabeth Maria Gifford Peckham 1894. Itata vadia ingår i släktet Itata och familjen hoppspindlar. Inga underarter finns listade i Catalogue of Life.